# Tim Hendrik Walter
Tim Hendrik Walter (* 20. September 1984 in Dortmund; auch bekannt als Herr Anwalt) ist ein deutscher Rechtsanwalt, Fachanwalt für Familienrecht, Notar, Autor, Webvideoproduzent und Influencer.

## Leben
Walter studierte an der Universität Bochum von 2006 bis 2011 Jura mit den Schwerpunkten Strafverteidigung, Kriminologie und Jugendstrafrecht und schloss den staatlichen Teil nach acht Semestern mit einem Freiversuch ab. Im Anschluss absolvierte er ein Referendariat beim Landgericht Dortmund mit Stationen unter anderem bei der Staatsanwaltschaft Dortmund sowie dem Rechtsamt von Unna und bot privat Repetitorien für das Studium der Rechtswissenschaften an. Nachdem er 2014 sein zweites Staatsexamen abgelegt hatte, entschied er sich im Dezember selbigen Jahres für den Beruf des Rechtsanwalts in einer Kanzlei. Im gleichen Monat begann er eine Ausbildung als Fachanwalt für Familienrecht an der Hagen Law School. Diese schloss er ein Jahr später im Dezember 2015 erfolgreich ab. Seine Qualifikation zum Fachanwalt für Familienrecht im Jahr 2018 war damit der Ausgangspunkt für die notarielle Fachprüfung in Berlin, welche er im Mai 2020 ablegte. Im Oktober 2020 wurde Walter zum Notar bestellt.
Walter ist nach eigenen Angaben Mitglied der FDP.

## Tätigkeiten
Seine beruflichen Schwerpunkte liegen neben dem Familienrecht im allgemeinen Zivilrecht, dem Erbrecht, Grundstücks- und Immobilienrecht, Miet- und Wohnungseigentumsrecht, Unterhaltungsrecht und Kaufrecht. Walter ist außerdem Mitglied in den berufsständischen Verbänden Forum junge Anwaltschaft des DAV, dem Deutschen Anwaltverein selbst und dem Anwalts- und Notarverein Dortmund. Nebenbei beurteilt er als Mitglied Fachliteratur auf DieRezensenten.de nach ihrer Praxis- und Studientauglichkeit.

## Medienpräsenz
Seit Ende 2016 veröffentlicht er unter dem Pseudonym Herr Anwalt Videos auf der Videoplattform YouTube und am 16. November 2019 seinen ersten Videoclip auf dem sozialen Netzwerk TikTok. Seither behandelt er in diesen Clips primär rechtliche Fragen und richtet sie an die Generation Z, wobei er häufig Gebrauch von fiktiven Charakteren und einem Rollenspiel macht, um diese Sachverhalte spielerisch zu veranschaulichen. In weniger als sechs Monaten generierte er über eine Million Follower auf demselben Netzwerk und gewann so schlagartig an Reichweite. Wenig später kam er so in Kontakt zu anderen Webvideoproduzenten wie etwa im August 2020 zu Julien Bam oder Rewinside. Im weiteren Verlauf wurde ihm dann am 13. März 2021 der Verties Award in der Kategorie Bildung verliehen. Er war im Februar 2022 reichweitenstärkster Creator mit deutschem Content nach Views pro Post (3,5 Millionen) und auf Platz 6 bei der Followerzahl (4,9 Mio.). Damit gilt er als Mega- und Key-Influencer.
Des Weiteren spielte Walter in der ersten Staffel der Fernsehserie Das Internat mit, wobei er dabei die Rolle von Ralf Furr als Geschäftsmann verkörperte.

## Veröffentlichungen
- Tim Hendrik Walter: #5MinutenJura. Recht einfach erklärt. Rowohlt, Hamburg 2021, ISBN 978-3-499-00604-3.[12]

- Tim Hendrik Walter, Clara Louisa Veelken: Was dich die Schule nicht lehrt. WeCreate, Hamburg 2024, ISBN 978-3-911034-11-1.[13]

## Auszeichnungen
- Verties Awards
  - 2021: in der Kategorie Education[14]
  - 2022: in der Kategorie Education[15]

- New Faces Award
  - 2021: in der Kategorie Watch me[16]

- Die goldenen Blogger
  - 2022: in der Kategorie TikTok[17]

- Videodays
  - 2022: in der Kategorie Science & Education[18]

- Bravo Otto
  - 2023: in der Kategorie Social Media[19]